# おひつじ座
おひつじ座（おひつじざ、ラテン語: Aries）は、現代の88星座の1つで、プトレマイオスの48星座の1つ。黄道十二星座の1つで、牡羊をモチーフとしている。紀元前67年までは春分点はこの星座の領域にあった。他の黄道十二星座と同じくメソポタミアに起源を持つと考えられているが、地中海世界で受容された時期は最も遅いものの1つとされる。ギリシア神話では、イアソンによるアルゴー号遠征の原因となった金羊毛を持つ雄羊と、プリクソスとヘレー兄妹にまつわる神話がよく知られている。
2等星のα星ハマル、3等星のβ星シェラタン以外に特に目立つ天体はないが、アラビアの月宿やヒンドゥーの星宿が置かれていたことに由来する固有名を持つ恒星が複数存在する。

## 特徴

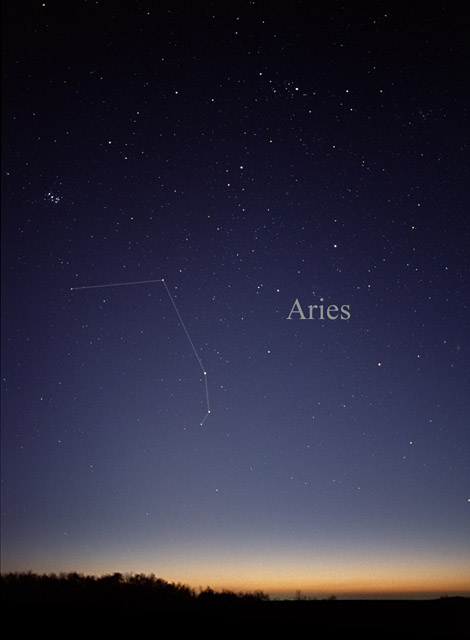
おひつじ座の全景。「Aries」の文字の左側に三角形を成して並ぶ星はさんかく座。おひつじ座の左上にはプレヤデス星団が見える。

西をうお座、北西をさんかく座、北東をペルセウス座、東をおうし座、南をくじら座に囲まれている。20時正中は12月下旬頃、北半球では秋から冬の星座とされるが、初夏から早春にかけての長い期間観望することができる。星座の北端でも赤緯31.22°と天の赤道のすぐ北側に位置しているため、人類が居住しているほぼ全ての地域から星座の全域を観望することができる。
英語で春分点のことを First point of Aries とも言うように、かつて春分点はおひつじ座の領域に位置していた。そのため、西洋占星術の黄道十二宮では白羊宮が1番目とされている。なお、春分点は地球の歳差運動の影響によって西へ移動しており、紀元前67年頃からうお座の領域に位置している。

## 由来と歴史
おひつじ座の起源は、他の黄道十二星座と同じく古代メソポタミアにあるとされるが、おひつじ座が地中海沿岸で受容されたのは黄道十二星座の中でも最も遅い時期、紀元前5世紀頃の古典時代になってからと考えられている。紀元前4世紀の古代ギリシアの天文学者クニドスのエウドクソスの著書『パイノメナ (古希: Φαινόμενα)』に記された星座のリストにはおひつじ座の名前が上がっていたとされ、エウドクソスの著述を元に詩作されたとされる紀元前3世紀前半のマケドニアの詩人アラートスの詩篇『パイノメナ (古希: Φαινόμενα)』では「牡羊」を意味する Κριός (Krios) という名称で登場する。アラートスは Κριός について「牡羊そのものはぼんやりとして定かではなく、星もわずかしかない」「広大な天空の真中（天の赤道）を往来している」と描写している。
Κριός に属する星の数について、紀元前3世紀後半の天文学者エラトステネースの天文書『カタステリスモイ (古希: Καταστερισμοί)』や1世紀初頭の古代ローマの著作家ガイウス・ユリウス・ヒュギーヌスの『天文詩 (羅: De Astronomica)』では17個、帝政ローマ期2世紀頃のクラウディオス・プトレマイオスの天文書『ヘー・メガレー・スュンタクスィス・テース・アストロノミアース (古希: ἡ Μεγάλη Σύνταξις τῆς Ἀστρονομίας)』、いわゆる『アルマゲスト』では18個とされた。プトレマイオスは、18個の星の中で星座を形作る星は13個とし、現在の α・33・35・39・41 の5つの星を「星座を作らない星 (羅: amorphotoi)」とした。10世紀のペルシアの天文学者アブドゥッラハマーン・スーフィー（アッ＝スーフィー）が『アルマゲスト』を元に964年頃に著した天文書『星座の書』でも、星座を作る星は13個として、残る5個の星を星座を形作らない星としていた。

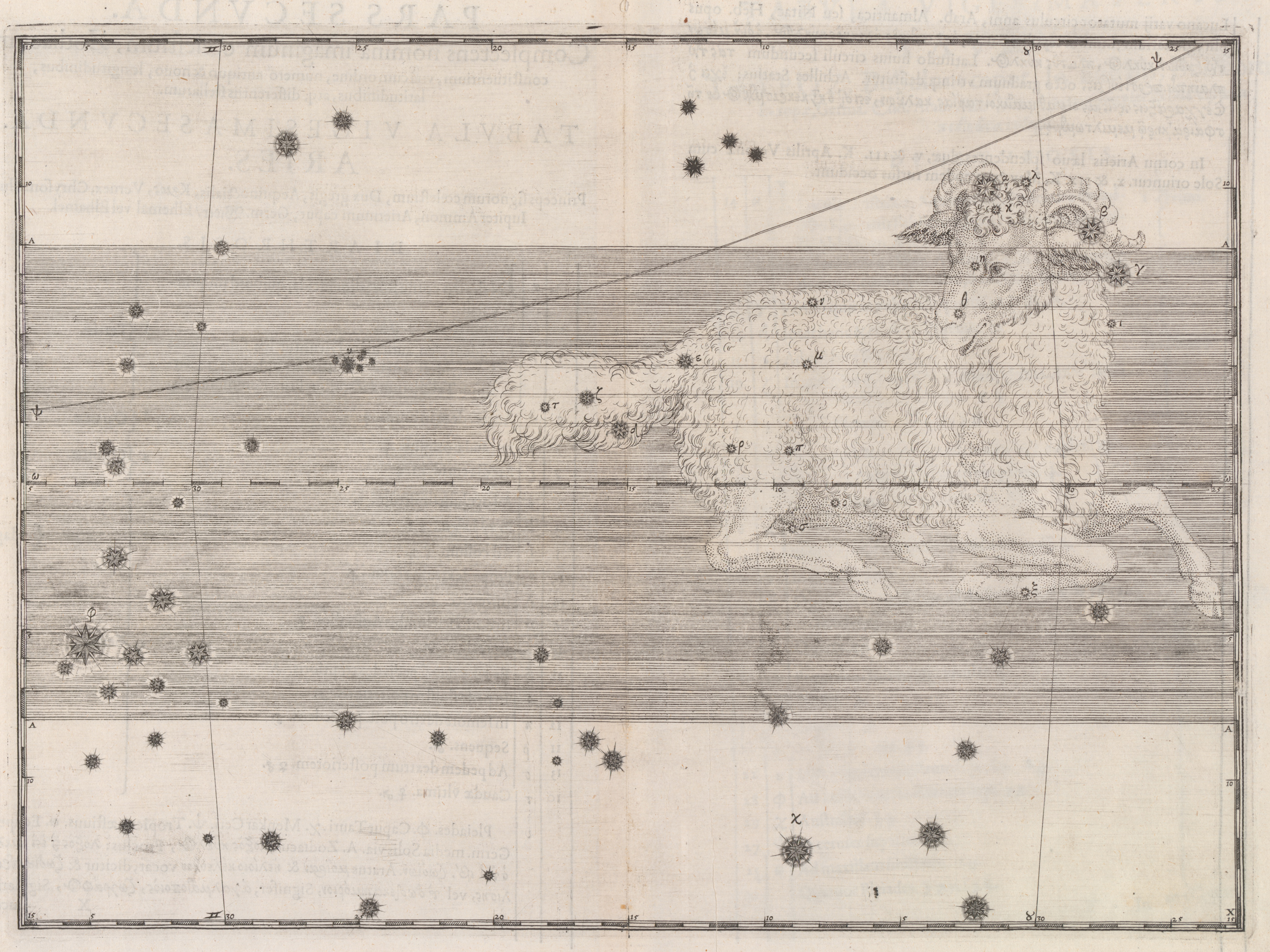
ヨハン・バイエル『ウラノメトリア』に描かれた Aries（おひつじ座）。羊の尾の先に見える星群はプレヤデス星団。バイエルは、羊の背中の上方にある4つの星をおひつじ座の星として扱わなかった。

16世紀デンマークの天文学者ティコ・ブラーエが1598年1月に製作した手書きの星表『Stellarum octavi orbis inerrantium accurata restitutio』では、ラテン語で「牡羊」を意味する ARIES という星座名で、21個の星が属するとされた。また、ブラーエが編纂し、彼の死後の1602年にヨハネス・ケプラーによって刊行された天文書『Astronomiae Instauratæ Progymnasmata』に収められた星表でも同様に21個の星が属するとされた。ブラーエは、これらいずれの星表でもプトレマイオスが「星座を作らない星」とした5つの星全てをおひつじ座の星とした。一方、ドイツの法律家ヨハン・バイエルが1603年に刊行した星図『ウラノメトリア』では、プトレマイオスが「星座を作らない星」とした5つの星のうち最も明るい星には α の符号が付されておひつじ座の星とされたが、残る4つの星はおひつじ座の星とされず、どの星座にも属さない星とされた。バイエルは、おひつじ座に属するとした19個の星に対して α から τ までのギリシャ文字19文字を用いて符号を付した。

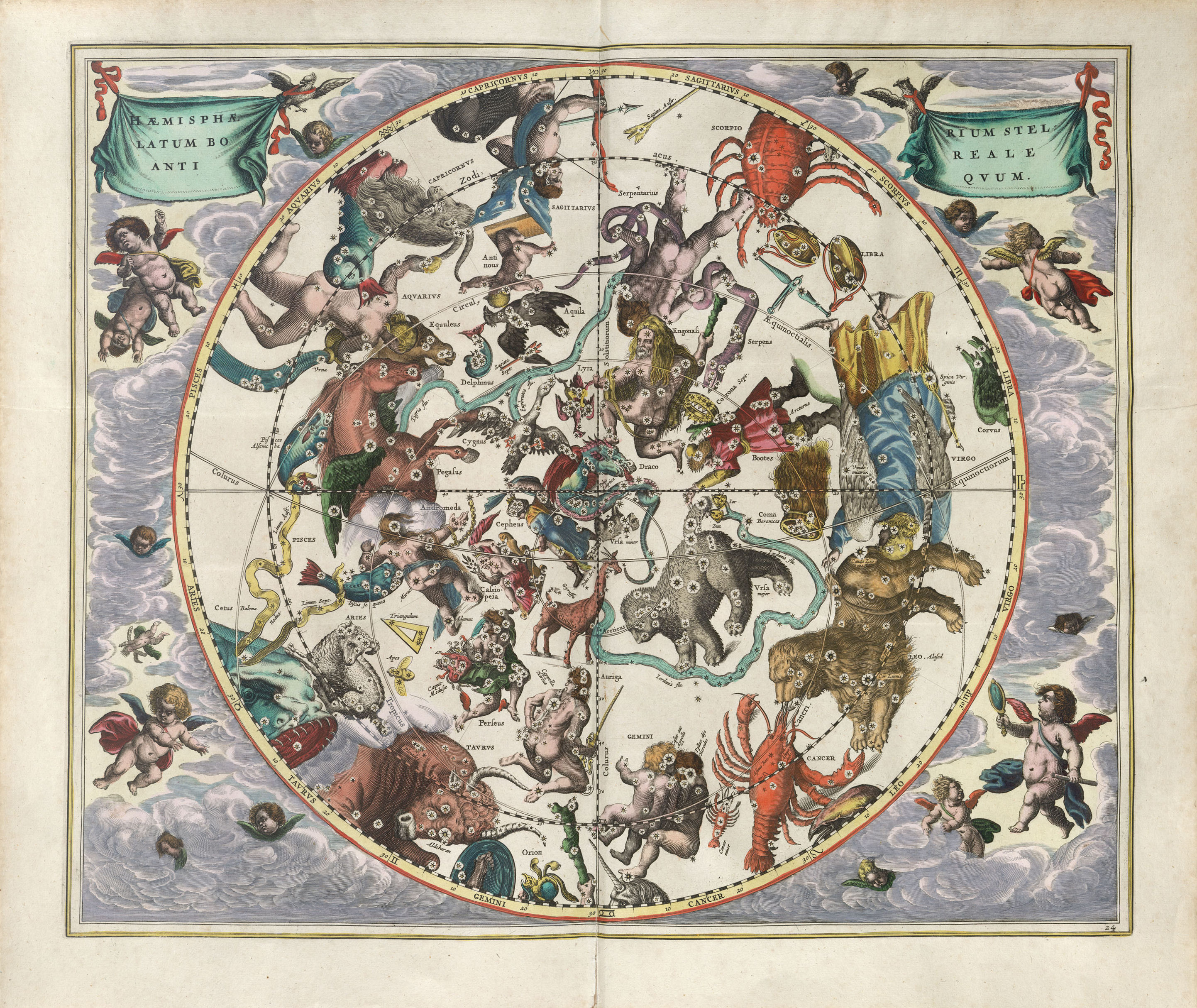
アンドレア・セラリウス『Harmonia Macrocosmica』の北天星図。左下におひつじ座とハチが描かれている。

17世紀初め以降、バイエルがどの星座にも属さない星とした4つの星々を用いて新しい星座を設けようとする試みが地図製作者や天文学者らによって成されるようになった。16-17世紀のオランダの地図製作者ペトルス・プランシウスは、1612年にフランドル生まれの地図製作者 Pieter van den Keere と共同で製作した天球儀の上にこれら4つの星を用いて Apes（ミツバチ）という星座を創作した。ドイツの天文学者ヤコブス・バルチウスは、1624年に刊行した天文書『Usus Astronomicus Planisphaerii Stellati』でこのプランシウス考案の Apes を独立した星座として採用し、新約聖書『ルカによる福音書』に登場するハエの神ベルゼブブによるスズメバチの姿、あるいは旧約聖書『士師記』でサムソンが殺したライオンの死体に巣を作ったミツバチであるとした。1661年にオランダの地図製作者アンドレアス・セラリウスが刊行した『大宇宙の調和 (羅: Harmonia Macrocosmica)』の星図に描かれた Apes のように、17世紀中頃の大半の星図にはおひつじ座の傍らにハチの星座が描かれていた。一方、ポーランド生まれの天文学者ヨハネス・ヘヴェリウスは、彼の死後の1690年に刊行された天文書『Prodromus Astronomiæ』の中で、ハチではなく Musca（ハエ）として、独立した星座ではなくおひつじ座の領域にあるアステリズムとして扱った。このへヴェリウスの変更は概ね受け入れられたが、南天にある Musca（はえ座）との混同が問題となったため、1822年にスコットランド生まれの教育者アレクサンダー・ジェイミソンが『ジェミーソン星図』(Celestial Atlas) で Musca Borealis（北のハエ）と名付けてからは、この名称が使われた。その後、19世紀の末頃には使われなくなった星座とみなされるようになり、アメリカの博識家リチャード・ヒンクリー・アレンが1899年に刊行した星座解説書『星名とその意味 (Star-Names and Their Meanings)』では「この星座は、いくつかの一般向けの天文書では残されているものの、アルゲランダーやハイス、クラインらの科学書には図示されておらず、BAC星表にも掲載されていない。」と、既に過去のものとなっていたことが記されている。

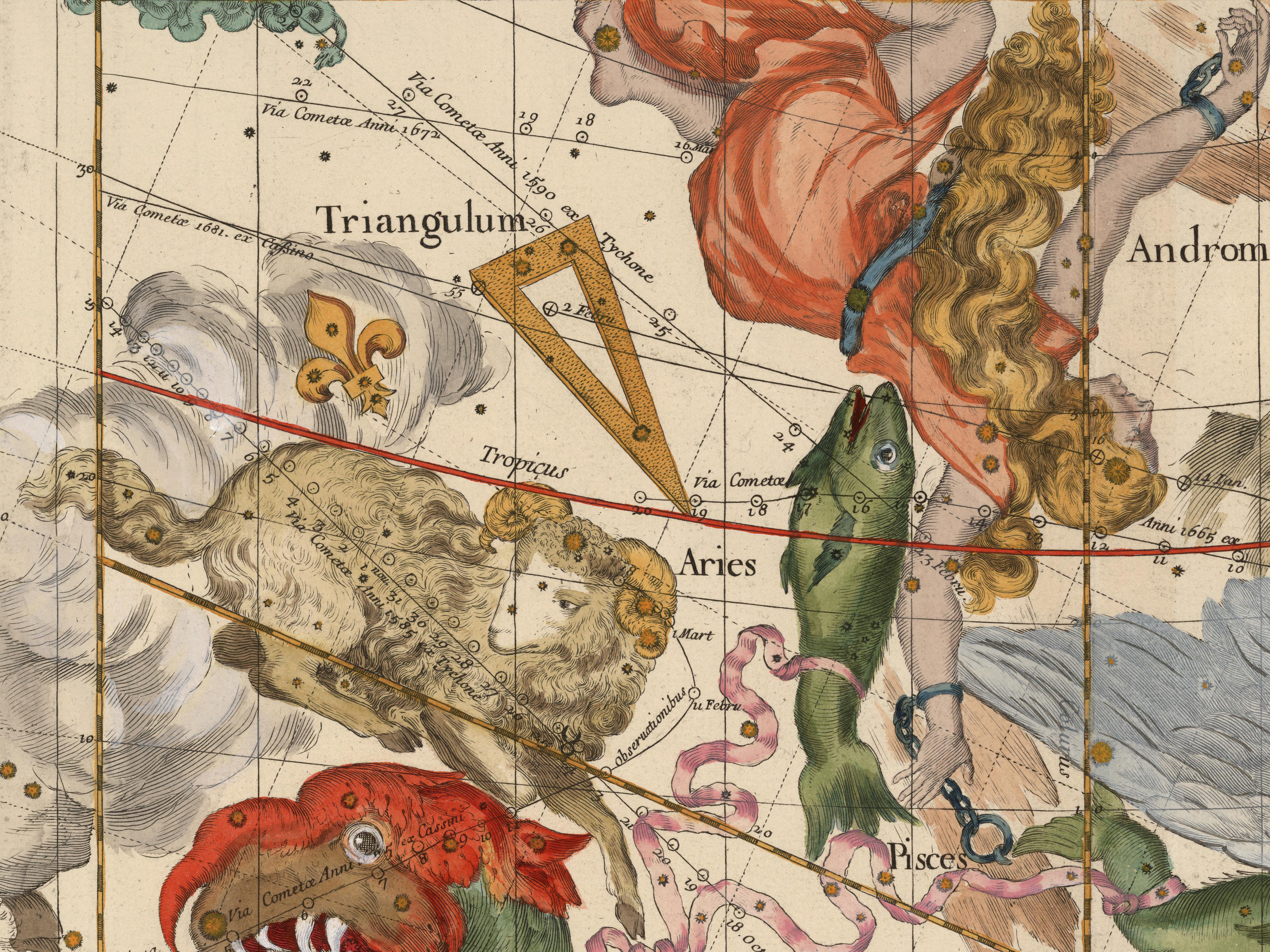
イグナス＝ガストン・パルディ (1636-1673) 『Globi coelestis in tabulas planas redacti descriptio』に描かれたおひつじ座と周辺の星座。羊の上にフルール・ド・リスが描かれた最初の例。

これら4つの星を、昆虫ではなくフランス王権の象徴であるフルール・ド・リスに見立てて星図に描く者もいた。17世紀フランスのイエズス会士で天文学者のイグナス＝ガストン・パルディが製作し、彼の死後の1674年に刊行された星図『Globi coelestis in tabulas planas redacti descriptio』には、4つの星を用いたフルール・ド・リスが描かれていた。パルディはこの意匠に対して特に名称を付けなかったが、5年後の1679年にフランスの建築家オギュスタン・ロワーエが出版した天文書『Cartes du Ciel Réduites en Quatre Tables』では少しサイズアップして7つの星を持つ星座 Lilium としてフルール・ド・リスが描かれた。Lilium は、18世紀ドイツの神学者 Corbinianus Thomas の星図『Mercurii philosophici firmamentum firmianum』にも描かれたが、その後廃れてしまった。

以上のような紆余曲折はあったものの、17世紀以降に考案された虫や紋章を模した新星座は19世紀末までには姿を消し、18世紀イギリスの天文学者ジョン・フラムスティードが星表で示したように、バイエルがおひつじ座から除外した4つの星もおひつじ座の一部として扱われるようになった。
1922年5月にローマで開催された国際天文学連合 (IAU) の設立総会で現行の88星座が定められた際にそのうちの1つとして選定され、星座名は Aries、略称は Ari と正式に定められた。

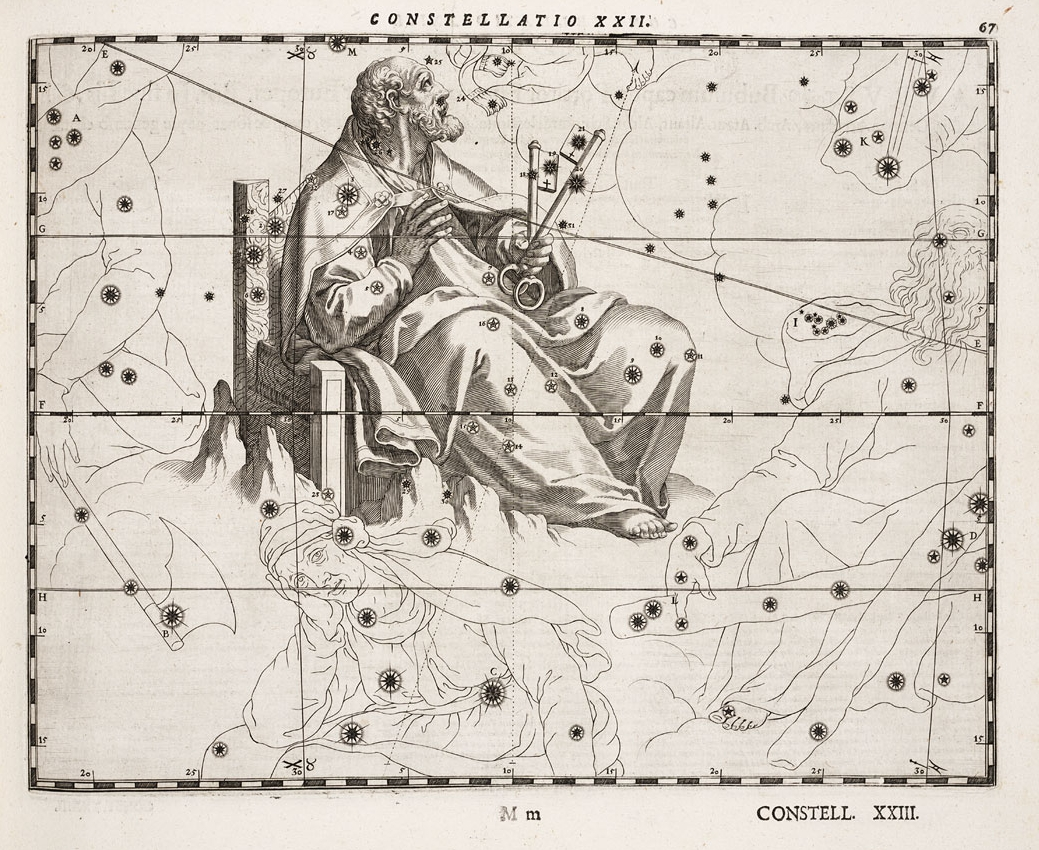
ユリウス・シラー『Coelum Stellatum Christianum』に描かれた SANCTI PETRI PRINCIPIS APOSTOLORVM。シラーは黄道十二星座を新約聖書の十二使徒に充て、おひつじ座には初代ローマ教皇の聖ペトロを充てた。

17世紀、アウクスブルク生まれのドイツの法律家ユリウス・シラーは、バイエルと共同で製作した星図『Coelum Stellatum Christianum（キリスト教星図）』の中で、おひつじ座を十二使徒の一人で初代ローマ教皇とされるペトロを描いた「SANCTI PETRI PRINCIPIS APOSTOLORVM（聖ペトロ 使徒の頭）」に置き換えた。この星図は、バイエルの『ウラノメトリア』を当時最新の観測記録を元にアップデートするとともに、全ての星座をキリスト教に由来した事物に置き換えようという壮大な目論見の下にシラーとバイエルが製作を進めていたものであったが、完成を前にして両名が相次いで他界したため、バルチウスが二人の後を引き継いで1627年に出版したものであった。シラーは、黄道十二星座を新約聖書の十二使徒に置き換えており、使徒の頭たるペトロがおひつじ座に充てられた。またシラーは、バイエルがどこの星座にも属さない星とした4つの星もペトロの持つ天国の鍵としてこの星座に組み込んだ。この意匠は先述のセラリウス『大宇宙の調和』に収められたキリスト教星図にも描かれたが、その後は他に続く者もなくキリスト教の星座は廃れてしまった。

### 中東
楔形文字で刻まれた古代メソポタミアの天文に関する粘土板文書『ムル・アピン』では、おひつじ座の星は「雇夫」と呼ばれる麦播きの農繁期に雇われる日雇い農夫を指す星座 Mul Lu-Hun-ga とされた。この雇夫は、現在「ペガススの四辺形」と呼ばれているペガスス座α星、β星、γ星、アンドロメダ座α星からなるアステリズムである「野（耕地）」を耕すものとされた。楔形文字では「男」と「羊」を表す記号は異なるが、いずれも「ル (lu)」と発音されることから、雇夫と羊が一体のものとして考えられていたとされる。『ムル・アピン』に刻まれた星や星座は紀元前1200-1000年頃には成立していたものとされるが、現存する最も古い『ムル・アピン』の粘土板文書は紀元前687年のものであり、少なくとも紀元前7世紀以前には「雇夫≒羊」が星座として独立していたと見られる。また、紀元前16世紀から紀元前12世紀頃、古代メソポタミアのカッシート朝の頃に立てられた「クドゥル(kudurru)」と呼ばれる境界石には、春分・冬至・夏至をそれぞれ表したとされる羊・山羊・亀のシンボルが刻まれたものがあり、この頃から春分と羊が結び付けて考えられていたと見られる。

### 中国
ドイツ人宣教師イグナーツ・ケーグラー（戴進賢）らが編纂し、清朝乾隆帝治世の1752年に完成・奏進された星表『欽定儀象考成』では、おひつじ座の星々は、二十八宿の西方白虎七宿の第二宿「婁宿」・第三宿「胃宿」、第四宿「昴宿」に配されていた。婁宿では、β・α・γの3星が、天の牢獄を表す星官「婁」に、ν・μ・ο・ρ・πの5星が、山林藪沢を管理する官職を表す星官「左更」に配された。胃宿では、35・39・41の3星が胃あるいは天の穀倉を表す星官「胃」に配された。昴宿では、62番星が単独で天上の河を表す星官「天阿」に、ζ・tau2・δと不明の1星が、曇って薄暗い空を表す星官「天陰」に配された。

## 神話

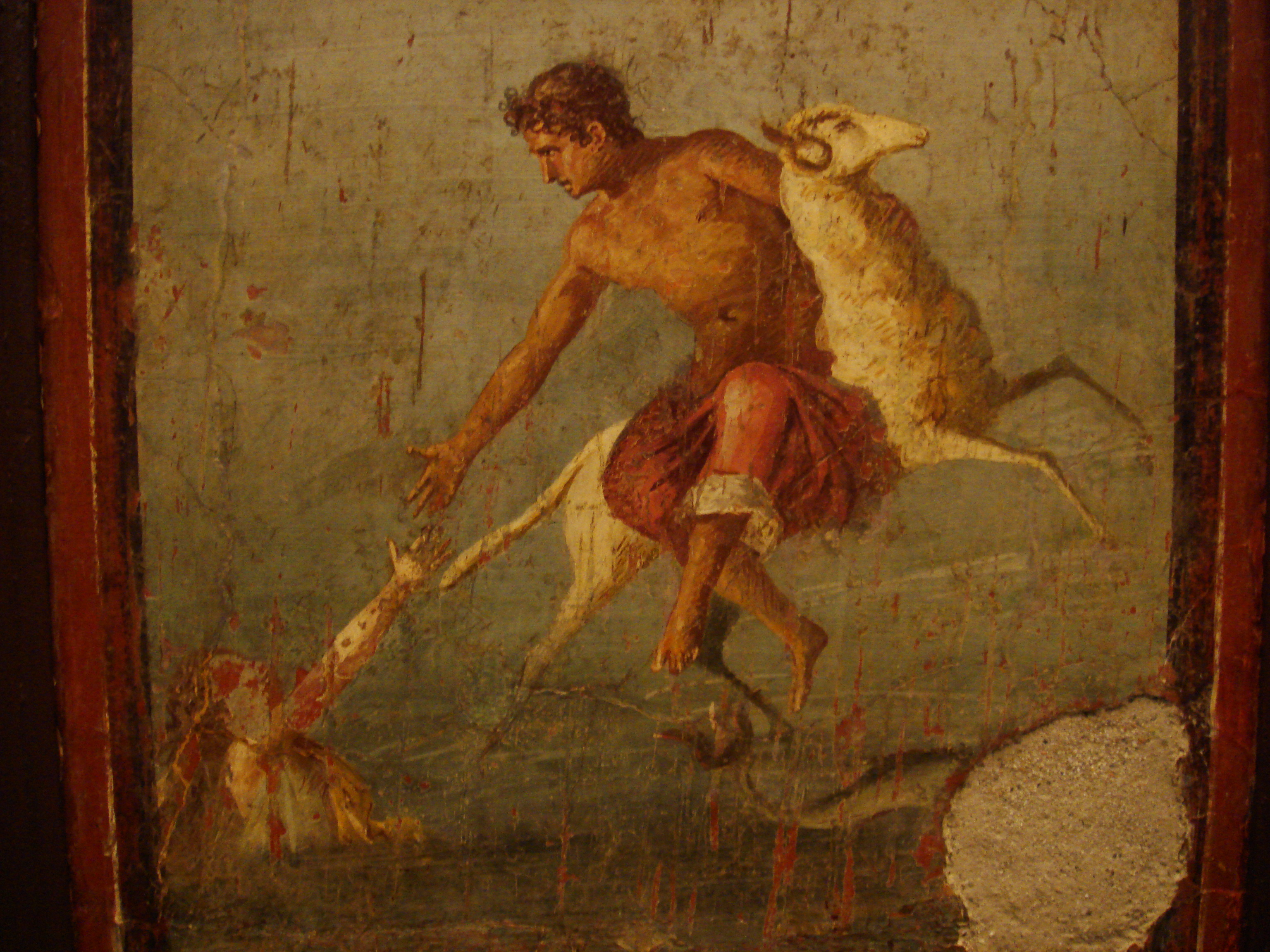
ポンペイの遺跡から発掘された1世紀頃のフレスコ画に描かれた、金の羊に跨って逃げるプリクソスとヘレー。

エラトステネースの『カタステリスモイ』やヒュギーヌスの『天文詩』では、ヘーシオドスやペレキュデースが伝える伝承として、ボイオーティア王アタマースの息子プリクソスと娘ヘレの双子の兄妹が、継母イーノーの悪巧みによって生贄にされそうになったときに、大神ゼウスが遣わして二人を乗せて逃げた金の毛皮を持つ雄羊であると伝えている。ヘレは羊が走る途中に手が滑り、現在のダーダネルス海峡に落ちて溺れ死んでしまった。そのため、ギリシアではこの海を「ヘレの海」を意味する「ヘレースポントス (Έλλης πόντος)」と呼んだ。プリクソスは逃亡先のコルキスでこの羊を生贄に捧げ、その金羊毛を当地の王アイエテスに贈った。この羊の皮を手に入れるための冒険がアルゴー号（アルゴ座）の冒険、アルゴナウタイ神話である。

またヒュギーヌスは、紀元前5世紀頃のアテネの喜劇作家ヘルミッポスの伝える話として、アフリカに遠征したローマの豊穣神で酒神のリーベルの軍隊が渇きに苦しんでいるときに彼らを水場へ導いた羊の伝承を紹介している。羊は兵を水場に導くと姿を消した。リーベルはこの地にユピテル・アモンを称える神殿を建立し、雄羊の角を持つ神の像を立てた。

## 呼称と方言
ラテン語の学名 Aries に対応する日本語の学術用語としての星座名は「おひつじ」と定められている。現代の中国では白羊座と呼ばれている。
明治初期の1874年（明治7年）に文部省より出版された関藤成緒の天文書『星学捷径』では「アリース」という読みと「白羊」として紹介された。また、1879年（明治12年）にノーマン・ロッキャーの著書『Elements of Astronomy』を訳して刊行された『洛氏天文学』では、下巻では「白羊宿」として解説されていたが、上巻では「アリース」という読みに対して「牝牛」という誤訳が記されていた。これらから30年ほど時代を下った明治後期には「牡羊」という呼称が使われていたことが、日本天文学会の会報『天文月報』第1巻1号掲載の「四月の天」と題した記事中の星図で確認できる。1910年（明治43年）2月に訳語が改訂された際も「牡羊」がそのまま使用された。この「牡羊」という訳名は、東京天文台の編集により1925年（大正14年）に初版が刊行された『理科年表』にも「牡羊（おひつじ）」として引き継がれた。戦中の1944年（昭和19年）に天文学用語が見直しされた際も「牡羊（おひつじ）」が継続して使われることとなり、戦後の1952年（昭和27年）7月に日本天文学会が「星座名はひらがなまたはカタカナで表記する」とした際には平仮名で「おひつじ」と定められた。以降、この呼称が継続して用いられている。

### 方言
日本国内では、おひつじ座の星の地方名として採集されたものはない。江戸時代には、婁宿を「たたらほし」あるいは「たたみほし」と訓読みしていた例が見られる。アマチュア天文家の野尻抱影は、おひつじ座の星が成す鈍角三角形を足で踏むフイゴに見立てたものではないか、としている。

## 主な天体
2等星のα星ハマルと3等星のβ星シェラタン以外は目立つ星もなく、双眼鏡や小望遠鏡での観望に適した星団・星雲もない。

### 恒星
2024年8月現在、国際天文学連合 (IAU) によって6個の恒星に固有名が認証されている。
α星
太陽系から約65.8 光年の距離にある、見かけの明るさ2.01 等、スペクトル型 K2-IIIbCa-1 のK型主系列星で、2等星。おひつじ座で最も明るく見える恒星で、唯一の2等星。2011年に、軌道長半径1.2 au（天文単位）、軌道離心率0.25±0.03の公転軌道を約380.8 日の周期で主星を公転する1.8±0.2 MJ（木星質量）の太陽系外惑星が発見された。アラビア語で「子羊」を意味する言葉に由来する「ハマル(Hamal)」という固有名が認証されている。
β星
太陽系から約58.7 光年の距離にある、見かけの明るさ2.65 等、スペクトル型 kA4hA5mA5Va の分光連星。2.6 等のA星と5.2 等のB星が、互いの共通重心を約0.293 年（約107 日）の周期で公転している。A星には、β星とγ星からなるアラビアの月宿 al-sharaṭān に由来する「シェラタン(Sheratan)」という固有名が認証されている。
γ星
太陽系から約166 光年の距離にある、4.52等のγ2星と4.589等のγ1星の2つの恒星からなる連星系。γ2星には、β星とγ星からなるアラビアの月宿 al-sharaṭān がヘブライ語で「召使」を意味する meshārethīm と間違えられたことに由来する「メサルティム(Mesarthim)」という固有名が認証されている。
δ星
太陽系から約165 光年の距離にある、見かけの明るさ4.37 等、スペクトル型 G9.5IIIb の黄色巨星で、4等星。δ・ε・ρ からなるアラビアの月宿 al-buṭain に由来する「ボタイン(Botein)」という固有名が認証されている。
39番星
太陽系から約171 光年の距離にある、見かけの明るさ4.510 等、スペクトル型 K0.5IIIb の黄色巨星で、5等星。ラテン語で「北のユリ」を意味する「リリーボレア(Lilii Borea)」という固有名を認証されている。これは、フランスのイエズス会士で天文学者のイグナス＝ガストン・パルディが製作し、彼の死後の1674年に刊行された星図『Globi coelestis in tabulas planas redacti descriptio』の中で描かれた星座 Lilium がこの位置にあったことから、フランスの天文学者ニコラ＝ルイ・ド・ラカイユが1757年に刊行した星表『Astronomiæ fundamenta novissimis solis et stellarum observationibus stabilita』の中で Lilii Borea と名付けたことに由来する。
41番星
太陽系から約154 光年の距離にある、見かけの明るさ3.594 等の分光連星。A星の周囲に見えるB・C・D星とは見かけの多重星の関係にあるが、A星自体はAa星とAb星からなる連星となっている。Aa星には、ヒンドゥーの星宿「ナクシャトラ」の第2宿に由来する「バラニー(Bharani)」という固有名が認証されている。
このほか、以下の星が知られている。
ε星
太陽系から約361 光年の距離にある連星系。見かけの明るさ5.16 等、スペクトル型 A2IV のA星と、見かけの明るさ5.57 等、スペクトル型 A3IVs のB星が、約1216年の周期で互いの共通重心を公転している。2つの星は地球からは1.3″離れて見え、口径100 mm 以上の望遠鏡で分解して見ることができる。
λ星
太陽系から約132 光年の距離にある連星系。それ自体が分光連星である見かけの明るさ4.766 等、スペクトル型 F0V のA星と、見かけの明るさ7.25 等、スペクトル型 G0 のB星が連星系を成している。A星とB星は地球からは約37.3秒離れて見え、双眼鏡や小望遠鏡で分解して見ることができる。
π星
太陽系から約602 光年の距離にある、見かけの明るさ5.34 等の分光連星のA星系と、太陽系から約657 光年の距離にある見かけの明るさ7.92 等、スペクトル型 A0Vp のB星が見かけの二重星の関係にある。
56番星
太陽系から約415 光年の距離にある、見かけの明るさ5.76 等、スペクトル型 B6IV-V のB型星で、6等星。変光星としては「おひつじ座SX星 (SX Ari)」と呼ばれ、回転変光星の一種で別名 helium variables とも呼ばれる「おひつじ座SX型変光星」のプロトタイプとされる。0.727902 日という短い周期で、5.75 等から5.81 等の範囲で変光している。
おひつじ座AU星
太陽系から約2500 光年の距離にある、見かけの明るさ8.57 等、スペクトル型 M4 の脈動変光星。脈動変光星の一種の「半規則型変光星」に分類され、その中でも周期が数日-1ヶ月程度のサブグループ「SRS型脈動変光星」のプロトタイプとされている。6.1236 日の周期で、8.44 等から8.55 等の範囲で変光している。
ティーガーデン星
太陽系から約12.5光年の距離にある、見かけの明るさ15.40 等、スペクトル型 dM6 の赤色矮星。2003年5月、地球近傍小惑星追跡プロジェクトの SkyMorph データベースを調査したティーガーデンらの研究グループによって発見が報告された。2019年に2つ、2024年に1つの地球質量の系外惑星の存在が確認されている。

### 星団・星雲・銀河
18世紀フランスの天文学者シャルル・メシエが編纂した『メシエカタログ』やパトリック・ムーアがアマチュア天文家の観測対象に相応しい星団・星雲・銀河を選んだ「コールドウェルカタログ」に選ばれた天体は1つもない。
NGC 691
天の川銀河から約1億2000万 光年の距離にあるNGC 691銀河群のメンバー。2005年2月1日、日本のアマチュア天文家広瀬洋治がIa型超新星SN 2005Wを発見した。
NGC 772
天の川銀河から約1億700万 光年の距離にある非棒渦巻銀河。伴銀河のNGC 770によって形状を大きく歪められた渦状腕を持つ。
NGC 1156
天の川銀河から約2540万 光年の距離にある矮小不規則銀河。近隣に影響を及ぼす銀河のない孤立銀河 (isolated galaxy)でありながら、奇異な形状と継続的な星形成が見られるという変わった特徴を持つ。
- ハッブル宇宙望遠鏡の広視野カメラ3 (WFC3) で撮像された渦巻銀河NGC 691。
- ハワイマウナ・ケア山頂にあるジェミニ北望遠鏡で撮像された渦巻銀河NGC 772。
- ハッブル宇宙望遠鏡の掃天観測用高性能カメラ (ACS) で撮像された矮小不規則銀河NGC 1156の画像。赤く見える部分は、形成されたばかりの恒星からのエネルギーで電離した水素ガスの存在を示している[107]。

## 流星群
おひつじ座の名前を冠した流星群で、IAUの流星データセンター (IAU Meteor Data Center) で確定された流星群 (Established meteor showers) とされているものは、5月おひつじ座南昼間流星群 (Southern Daytime May Arietids, SMA)、おひつじ座昼間流星群 (Daytime Arietids, ARI)、7月おひつじ座ξ流星群 (July xi Arietids, JXA) の3つである。